# 東京都立板橋高等学校
東京都立板橋高等学校（とうきょうとりつ いたばしこうとうがっこう）は、東京都板橋区大谷口一丁目に所在する都立高等学校。板高の通称で呼ばれている。

## 概要
1922年（大正11年）に東京府北豊島郡板橋町板橋尋常高等小学校で裁縫の補助教育が始まるのを起原とする。1928年（昭和3年）東京府北豊島郡板橋町立実科高等女学校が板橋尋常高等小学校内に創立。本校は学校群制度時代には進学校として毎年国立大学や早慶、私立医学部等への進学者を輩出していた。それ以後は進学実績は後退しており、現在は中堅下位に甘んじている。2007年には重点支援校に選ばれ、元都立上位校として、学校だけでなく保護者や地域住民、OBらによる再生が行われている。学校名は新制高校への改組時に所在地から名付けられた（北園高校も「板橋」と冠する予定であったが、先に本校が名付けた為に「北園」としたという）。
部活動では軟式野球部が1977年（昭和52年）夏に都大会優勝、全国大会に出場している。光画部（現在は写真部）は、ゆうきまさみ作のSF学園コメディ漫画「究極超人あ〜る」の舞台である春風高校光画部のモデルであり、同作品の主人公R・田中一郎をはじめ、本校に在籍していた生徒がモデルとなっている。ロケハンも行われ作品背景随所に反映が確認できる。
2013年には2回目の重点支援校に選ばれた。

## 沿革
- 1922年 - 東京府北豊島郡板橋町板橋尋常高等小学校で裁縫の補助教育が始まる
- 1928年 - 東京府北豊島郡板橋町立実科高等女学校が板橋尋常高等小学校内に創立
- 1932年 - 東京市の市域拡張に伴い、東京市立板橋実科高等女学校と改称。
- 1946年 - 都立移管により、東京都立板橋高等女学校と改称。
- 1948年 - 学制改革により、東京都立板橋高等学校と改称。
- 1967年 - 学校群制度導入により、北園、豊島の各校と共に42群を組む。
- 1982年 - グループ合同選抜制度導入、第42グループに属す。
- 2008年 - 創立80周年記念式典。
- 2012年 - センター試験受験クラス（特進クラス）設置。
- 2013年 - 東京都教育委員会重点支援校に選ばれる。（2回目）
- 2018年 - 新校舎完成。

## 学科
- 全日制課程
  - 普通科

## 最寄駅
- 東京メトロ有楽町線・副都心線 千川駅

## 著名な卒業生
- 古谷一行 - 俳優
- 柴咲コウ - 女優（中退）
- 山﨑賢人 - 俳優
- 永井豪 - 漫画家
- 村野武範 - 俳優
- 片瀬那奈 - 女優。東京都立戸山高等学校へ転入。
- よしもとばなな - 小説家
- 井上雅彦 - 小説家
- 東祥三 - 衆議院議員
- 松村雄基 - 俳優
- D.I.E. - ミュージシャン
- 葵 - 女優
- 奥貫薫 - 女優
- 工藤静香 - 歌手。私立日本音楽高等学校へ転校。
- 奈良陽 - 元アナウンサー
- とまとあき - 小説家
- 知吹愛弓 - アニメーター／春風亭柳昇の実子
- 世界のうめざわ - お笑い芸人
- 長嶺高文 - 映画監督
- 加藤淳也 (サッカー選手) - サッカー選手
- 柴崎力栄 -歴史学者、 大阪工業大学教授[要出典]
- 菊池紘子 - 笛演奏家
- LEO（上村礼王） - ボーイズグループBE：FIRSTのメンバー